# Hoofdorgel van de Oude Kerk in Amsterdam

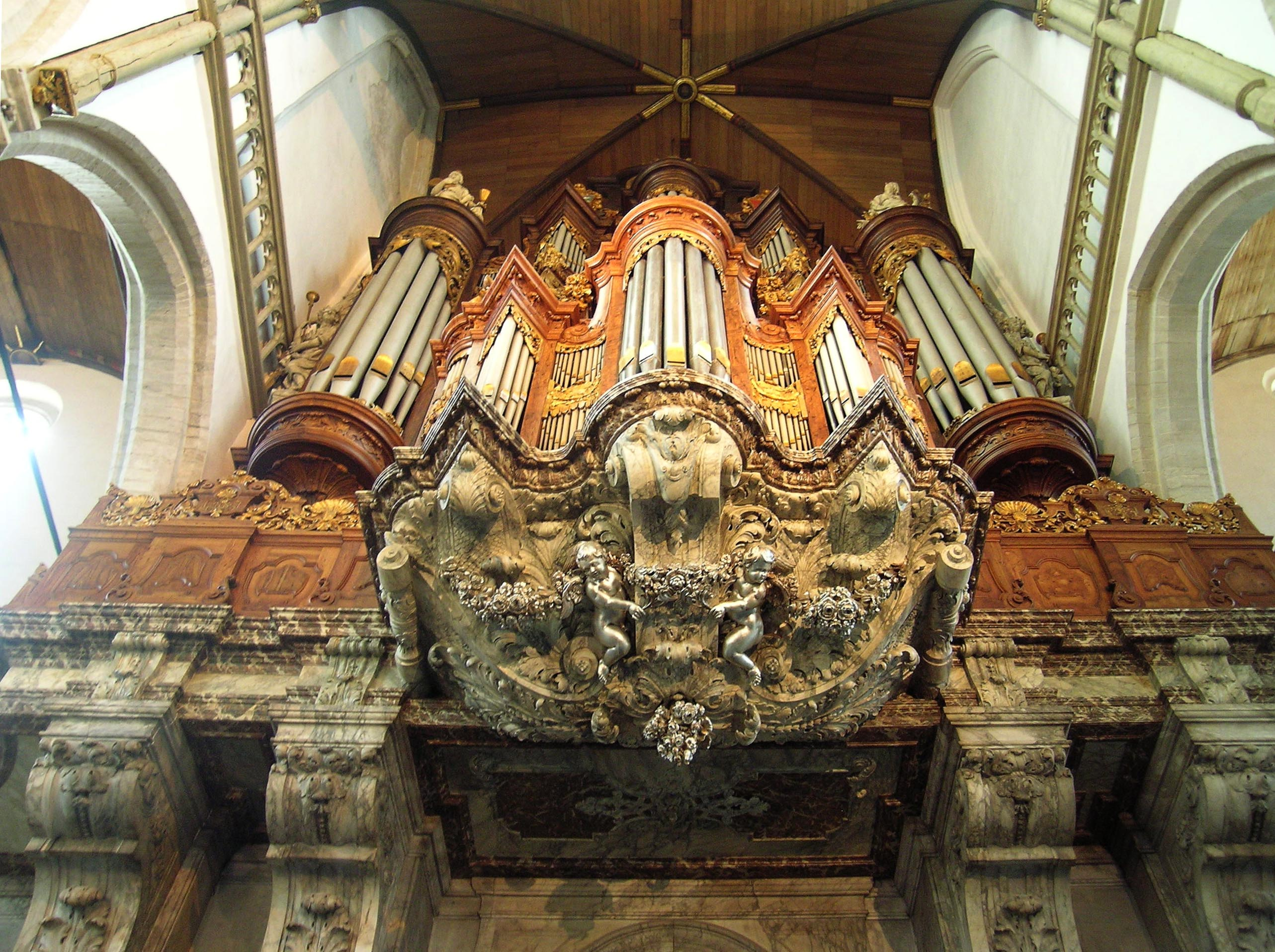
Het hoofdorgel van de Oude Kerk in Amsterdam

Het hoofdorgel van de Oude Kerk of Sint-Nicolaaskerk in Amsterdam uit 1724 is het belangrijkste orgel in deze kerk, die onder meer bekend is doordat de componist Jan Pieterszoon Sweelinck er organist was. Het orgel is echter van later datum dan het instrument waarop Sweelinck van circa 1580 tot 1621 speelde.

## Geschiedenis
Het kerkorgel is rond 1724 gebouwd door de Duitse orgelbouwer Christian Vater uit Hannover, een leerling van Arp Schnitger. Kort na oplevering van het orgel begon de kerktoren tekenen van verzakking te vertonen. Hierdoor was men gedwongen het orgel te demonteren terwijl de toren werd gerestaureerd. Tussen 1738 en 1742 werd het orgel met enige belangrijke veranderingen teruggeplaatst door de Duitse orgelbouwer Johann Caspar Müller, een jongere broer van de bekendere Christian Müller. Hierbij werd de klank van het orgel krachtiger gemaakt en meer in de Nederlandse stijl gebracht. Het resultaat werd niet unaniem als succesvol beoordeeld. Het orgel was tot de restauratie van 2015 notoir zwaar en lastig om te bespelen.
In 1869 volgde een ingrijpende verbouwing door C.G.F. Witte van de firma Bätz, waarbij de klankinrichting van het barokinstrument deels in romantische zin werd omgebouwd, al kan er ook nog steeds barokmuziek op worden uitgevoerd. Tot 2015 is er naast het normale onderhoud weinig meer aan het orgel veranderd. Van 2015 tot en met 2019 vond een grondige restauratie plaats door de orgelbouwersfirma Reil uit Heerde. Het orgel kreeg een nieuwe klaviatuur en de bijbehorende mechanieken brachten de toetsdruk omlaag. Als uitgangspunt voor de restauratie van het pijpwerk en het klankbeeld van het orgel is gekozen om de situatie waarnaar het orgel in de loop der tijd was gegroeid als uitgangspunt te nemen voor verdere restauratie.

## Dispositie
De huidige dispositie is als volgt:
| I Rugwerk C–c3    |     |
| Prestant          | 8′  |
| Holpijp           | 8′  |
| Quintadena        | 8′  |
| Octaaf            | 4′  |
| Gemshoorn         | 4′  |
| Quint             | 3′  |
| Octaaf            | 2′  |
| Woudfluit         | 2′  |
| Cornet disc V     |     |
| Sexquialter II–IV |     |
| Carillon III–IV   |     |
| Mixtuur V–VIII    |     |
| Scherp III–V      |     |
| Fagot             | 16′ |
| Trompet           | 8′  |
|                   |     |
| Tremulant         |     |

| II Hoofdwerk C–c3   |     |
| Prestant            | 16′ |
| Bourdon             | 16′ |
| Prestant            | 8′  |
| Holpijp             | 8′  |
| Quint               | 6′  |
| Octaaf              | 4′  |
| Roerfluit           | 4′  |
| Roerquint           | 3′  |
| Octaaf              | 2′  |
| Fluit               | 2′  |
| Sexquialter disc IV |     |
| Mixtuur V–VIII      |     |
| Scherp IV–VI        |     |
| Trompet             | 16′ |
| Trompet             | 8′  |
|                     |     |
| Tremulant           |     |

| III Bovenwerk C–c3 |     |
| Quintadena         | 16′ |
| Prestant           | 8′  |
| Baarpijp           | 8′  |
| Quintadena         | 8′  |
| Viola di Gamba     | 8′  |
| Octaaf             | 4′  |
| Gemshoorn          | 4′  |
| Nasard             | 3′  |
| Sexquialter IV     |     |
| Cymbel III         |     |
| Trompet            | 8′  |
| Dulciaan           | 8′  |
| Vox Humana         | 8′  |
|                    |     |
| Tremulant          |     |

| Pedal C–d1 |     |
| Prestant   | 16′ |
| Subbas     | 16′ |
| Prestant   | 8′  |
| Roerquint  | 6′  |
| Octaaf     | 4′  |
| Nachthoorn | 2′  |
| Mixtuur VI |     |
| Bazuin     | 16′ |
| Trompet    | 8′  |
| Trompet    | 4′  |
| Zink       | 2′  |

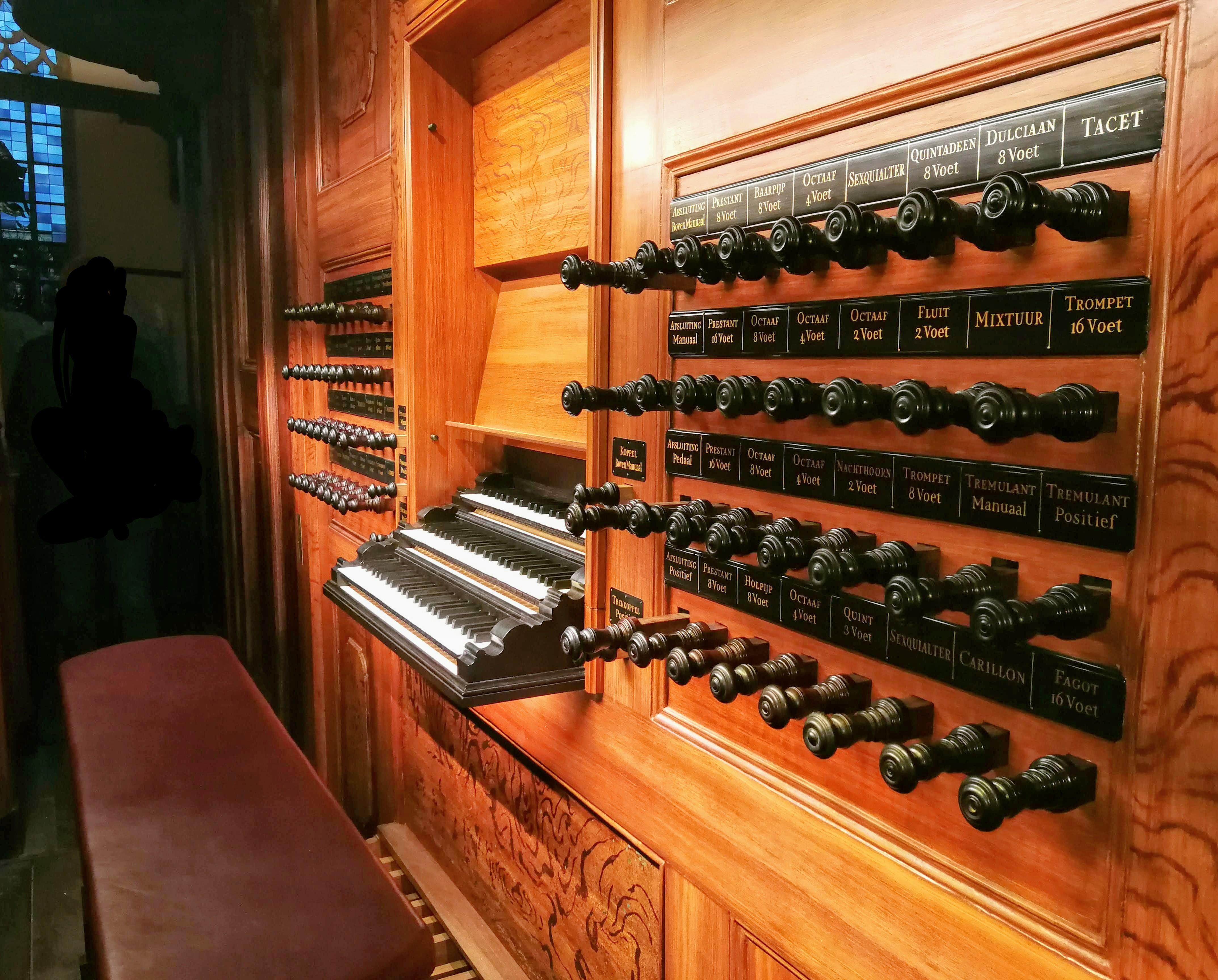
speeltafel

- Koppels:Hoofdwerk/Bovenwerk, Hoofdwerk/Rugwerk, Pedaal/Hoofdwerk.
- Speelhulpen:
- Toonhoogte: ca. 1/8 toon boven a'=440 Hz
- Stemming: gelijkzwevend

## Organisten
In 1997 werd Matteo Imbruno de organist van de Oude Kerk. Sinds 2013 deelt hij deze post met Jacob Lekkerkerker.